# Parafia św. Pantelejmona w Hartford
Parafia św. Pantelejmona – prawosławna parafia w Hartford, w eparchii wschodnioamerykańskiej i nowojorskiej Rosyjskiego Kościoła Prawosławnego poza granicami Rosji.
Parafia powstała w 1958 jako etnicznie rosyjska placówka duszpasterska. Przy cerkwi parafialnej, urządzonej w dawnej sali gimnastycznej, powstała również szkoła języka rosyjskiego. W 1971 zamiast dotychczasowej świątyni powstała nowa, wolno stojąca cerkiew. Jej projekt wykonał kapłan Kościoła, ks. Dmitrij Aleksandrow (późniejszy biskup Daniel).